# Cincinnati Open 1981
Il Cincinnati Open 1981 è stato un torneo di tennis. È stata l'80ª edizione del Cincinnati Open, che fa parte del Volvo Grand Prix 1981. Il torneo si è giocato a Cincinnati in Ohio negli USA dal 17 al 23 agosto 1981 su campi in cemento.

## Campioni

### Singolare
John McEnroe ha battuto in finale  Chris Lewis con il punteggio di 6–3, 6–4

### Doppio
John McEnroe /  Ferdi Taygan hanno battuto in finale   Steve Denton /  Mark Edmondson con il punteggio di 6–2, 6–3